# David Hemery
David Peter Hemery (Cirencester, 18 luglio 1944) è un ex ostacolista britannico, campione olimpico ed ex primatista mondiale dei 400 metri ostacoli.

## Biografia
Nacque in Inghilterra, ma presto si trasferì con la sua famiglia negli Stati Uniti dove frequentò l'Università di Boston, laureandosi nel 1969, e iniziò la sua carriera agonistica come ostacolista.
Colse il suo primo successo internazionale nel 1966 vincendo la gara delle 120 iarde ad ostacoli ai Giochi del Commonwealth con il tempo di 14"1, titolo che avrebbe bissato quattro anni dopo vincendo i 110 metri ostacoli in 13"8. La sua vera specialità era la gara sui 400 ostacoli, nella quale si impose per la prima volta nel 1968, vincendo i campionati NCAA.
Ai Giochi olimpici del 1968 a Città del Messico Hemery conquistò l'oro vincendo in 48"12, nuovo record del mondo, con un distacco di quasi un secondo sul tedesco Gerhard Hennige. Per questa impresa Hemery fu votato "Sportivo dell'anno" in un concorso pubblico promosso dalla BBC e fu insignito del titolo onorifico di membro dell'Ordine dell'Impero Britannico.
Nel 1969 Hemery vinse la medaglia d'argento sui 110 metri ostacoli ai Campionati europei; non partecipò ai Campionati europei del 1971 per un infortunio ma si presentò ai Giochi olimpici di Monaco di Baviera 1972 per difendere il titolo sui 400 ostacoli. Finì terzo, battuto dall'ugandese John Akii-Bua e dallo statunitense Ralph Mann. Vinse inoltre la medaglia d'argento correndo come ultimo frazionista la staffetta 4×400 metri.

## Palmarès
| Anno | Manifestazione          | Sede              | Evento       | Risultato | Prestazione | Note            |
| ---- | ----------------------- | ----------------- | ------------ | --------- | ----------- | --------------- |
| 1966 | Giochi del Commonwealth | Kingston          | 120 iarde hs | Oro       | 14"1        |                 |
| 1968 | Giochi olimpici         | Città del Messico | 400 hs       | Oro       | 48"1        | Record mondiale |
| 1968 | Giochi olimpici         | Città del Messico | 4×400 metri  | 5º        | 3'01"2      |                 |
| 1969 | Europei                 | Atene             | 110 hs       | Argento   | 13"7        |                 |
| 1970 | Universiadi             | Torino            | 110 hs       | Oro       | 13"8        |                 |
| 1970 | Giochi del Commonwealth | Edimburgo         | 110 hs       | Oro       | 13"66       |                 |
| 1972 | Giochi olimpici         | Monaco            | 400 hs       | Bronzo    | 48"52       |                 |
| 1972 | Giochi olimpici         | Monaco            | 4×400 metri  | Argento   | 3'00"46     | Record europeo  |